# لورا منديز
لورا منديز (بالإسبانية: Laura Méndez de Cuenca)‏ (18 أغسطس 1853 - 1928)؛ كاتِبة وشاعرة مكسيكية.